# NGC 3021
NGC 3021 ist eine Spiralgalaxie vom Hubble-Typ Sbc im Sternbild Kleiner Löwe am Nordsternhimmel. Sie ist schätzungsweise 68 Millionen Lichtjahre von der Milchstraße entfernt und hat einen Durchmesser von etwa 30.000 Lichtjahren. Gemeinsam mit NGC 3003 und NGC 3067 bildet sich das isolierte Galaxientrio KTG 26.
Im selben Himmelsareal befinden sich u. a. die Galaxien NGC 3013 und IC 2508.
Die Typ-Ia-Supernova SN 1995al wurde hier beobachtet.
Das Objekt wurde am 7. Dezember 1785 von William Herschel entdeckt.